# Natație la Jocurile Olimpice de vară din 2024 - 10 km maraton (masculin)
Proba de înot 10 km maraton masculin de la Jocurile Olimpice de vară din 2024 a avut loc pe 9 august 2024 pe râul Sena.

## Program
Orele sunt ora Franței (UTC+1) 
| Data                  | Timp | Etapă  |
| --------------------- | ---- | ------ |
| Vineri, 9 august 2024 | 7:30 | Finala |

## Rezultate
| Loc | Înotător                         | Țară                       | Timp      | Note |
| --- | -------------------------------- | -------------------------- | --------- | ---- |
| 1   | Kristóf Rasovszky                | Ungaria                    | 1:50:52,7 |      |
| 2   | Oliver Klemet                    | Germania                   | 1:50:54,8 |      |
| 3   | Dávid Betlehem                   | Ungaria                    | 1:51:09,0 |      |
| 4   | Domenico Acerenza                | Italia                     | 1:51:09,6 |      |
| 5   | Logan Fontaine                   | Franța                     | 1:51:57,9 |      |
| 6   | Hector Pardoe                    | Marea Britanie             | 1:51:50,8 |      |
| 7   | Marc-Antoine Olivier             | Franța                     | 1:51:50,9 |      |
| 8   | Florian Wellbrock                | Germania                   | 1:51:54,4 |      |
| 9   | Gregorio Paltrinieri             | Italia                     | 1:51:58,0 |      |
| 10  | Athanasios Charalampos Kynigakis | Grecia                     | 1:52:37,2 |      |
| 11  | Nicholas Sloman                  | Australia                  | 1:56:24,4 |      |
| 12  | Paulo Strehlke                   | Mexic                      | 1:56:28,4 |      |
| 13  | Kyle Lee                         | Australia                  | 1:56:42,5 |      |
| 14  | Toby Robinson                    | Marea Britanie             | 1:56:43,0 |      |
| 15  | Taishin Minamide                 | Japonia                    | 1:56:57,3 |      |
| 16  | Matan Roditi                     | Israel                     | 1:57:02,3 |      |
| 17  | David Farinango                  | Ecuador                    | 1:57:08,6 |      |
| 18  | Daniel Wiffen                    | Irlanda                    | 1:57:20,1 |      |
| 19  | Ivan Puskovitch                  | Statele Unite ale Americii | 1:57:52,5 |      |
| 20  | Martin Straka                    | Cehia                      | 1:57:52,9 |      |
| 21  | Jan Hercog                       | Austria                    | 2:01:03,8 |      |
| 22  | Piotr Woźniak                    | Polonia                    | 2:02:38,6 |      |
| 23  | Kuzey Tunçelli                   | Turcia                     | 2:02:58,1 |      |
| 24  | Felix Auböck                     | Austria                    | 2:03:00,5 |      |
| 25  | Henrik Christiansen              | Norvegia                   | 2:03:38,2 |      |
|     | Guilherme Costa                  | Brazilia                   | NT        |      |
|     | Carlos Garach                    | Spania                     | NT        |      |
|     | Phillip Seidler                  | Namibia                    | NT        |      |
|     | Emir Batur Albayrak              | Turcia                     | NT        |      |
|     | Victor Johansson                 | Suedia                     | NS        |      |
|     | Ahmed Jaouadi                    | Tunisia                    | NS        |      |